# Siegfried Jerusalem
Siegfried Jerusalem, właśc. Siegfried Salem (ur. 17 kwietnia 1940 w Oberhausen) – niemiecki śpiewak, tenor.

## Życiorys
Jako dziecko uczył się gry na fortepianie, a później także na skrzypcach i fagocie. W latach 1955–1960 uczęszczał do Folkwangschule w Essen. Karierę muzyczną rozpoczął w 1961 roku, początkowo jako pierwszy fagocista w orkiestrze w Hof. W latach 1971–1977 grał na fagocie w orkiestrze radiowej w Stuttgarcie. W 1971 roku rozpoczął studia wokalne u Herthy Kalcher w stuttgarckiej Hochschule für Musik und darstellende Kunst. Debiutował jako śpiewak w 1975 roku, początkowo w drobnych rolach.
Karierę śpiewaczą rozpoczął w 1976 roku, kreując rolę Pinkertona w Madame Butterfly Giacomo Pucciniego w Darmstadcie oraz tytułową rolę w Lohengrinie Richarda Wagnera w Darmstadcie, Akwizgranie i Hamburgu. W 1977 roku wystąpił w Brukseli jako Zygfryd w Walkirii i Tamino w Czarodziejskim flecie w Berlinie Zachodnim. W tym samym roku w roli Froha w Złocie Renu debiutował na festiwalu w Bayreuth, gdzie w kolejnych latach powracał w roli Lohengrina, Walthera, Parsifala, Loga, Zygfryda oraz Tristana. W 1978 roku podpisał kontrakt z berlińską Deutsche Oper. W 1979 roku wystąpił w Stuttgarcie i na festiwalu Warszawska Jesień jako Archanioł Michał w Raju utraconym Krzysztofa Pendereckiego. W 1980 roku tytułową rolą w Lohengrinie debiutował w nowojorskiej Metropolitan Opera, a w 1986 roku wystąpił w tytułowej roli w Parsifalu w Coliseum Theatre i Covent Garden Theatre w Londynie.
Poza rolami operowymi występował też jako śpiewak koncertowy, w jego repertuarze znajdowały się m.in. Pieśń o ziemi Gustava Mahlera i Gurrelieder Arnolda Schönberga. Dokonał licznych nagrań płytowych. Wziął udział w pierwszej rejestracji fonograficznej opery Karla Goldmarka Die Königin von Saba, wykonując partię Assada (1980). Odznaczony Krzyżem Zasługi 1. Klasy Republiki Federalnej Niemiec (1996) oraz bawarskim Orderem Maksymiliana (2012). Laureat nagrody Bambi (1996).